# Rosalía Dans
Rosalía Collazo Dans, coneguda artísticament com a Rosalía Dans (La Corunya, 1955 - Madrid, 18 de març de 2024) va ser una actriu i pintora gallega.

## Biografia
Filla de la pintora María Antonia Dans i de l'escriptor Celso Collazo Lema, el seu salt a la popularitat es deu al personatge de Rosario la galana en la sèrie de Televisió espanyola Los gozos y las sombras, que la converteix en un dels rostres més populars de la pantalla petita. Durant la dècada de 1980, manté la seva presència en televisió, intervenint en sèries com Goya (1985), Las aventuras de Pepe Carvalho (1986) o Lorca, muerte de un poeta (1987).
També va recórrer una petita trajectòria en la gran pantalla, destacant la seva participació a Amanece, que no es poco (1989), de José Luis Cuerda.
Va ser portada de les revistes Fotogramas en novembre de 1975, i Interviú, en setembre de 1982.
Apartada de la interpretació des de principis de la dècada de 1990, s'ha dedicat a la pintura, remuntant-se la seva primera exposició a l'any 1986.
Al 2009 va publicar el seu primer llibre de poemes, titulat La amatista.